# سیزدهمین مراسم گلدن گلوب
۱۳مین مراسم گلدن گلوب برای ارج نهادن به بهترین در فیلم سال ۱۹۵۵ در ۲۳ فوریه ۱۹۵۶ برگزار شد برگزار شد. این دومین بار است که فیلم‌های ساخته شده الیا کازان به عنوان بهترین فیلم انتخاب می‌شود.
ارنست بورگناین، برنده بهترین بازیگر نقش اول مرد شد وی تا سال ۲۰۱۲ فعالیت می‌کرد. ماریسا پاوان برنده بهترین بازیگر زن در نقش مکمل شد وی هنرپیشه اهل ایتالیا بود.

## برندگان

### جایزه گلدن گلوب بهترین فیلم – درام
شرق بهشت directed by الیا کازان

### جایزه گلدن گلوب بهترین فیلم – موزیکال یا کمدی
مردها و عروسک‌ها directed by جوزف ال. منکیه‌ویچ

### جایزه گلدن گلوب بهترین بازیگر مرد – فیلم درام
ارنست بورگناین - مارتی

### جایزه گلدن گلوب بهترین بازیگر زن – فیلم درام
آنا مانیانی - خال گل سرخ

### جایزه گلدن گلوب بهترین بازیگر مرد – فیلم موزیکال یا کمدی
تام ایول - خارش هفت‌ساله

### جایزه گلدن گلوب بهترین بازیگر زن – فیلم موزیکال یا کمدی
جین سیمونز - مردها و عروسک‌ها

### جایزه گلدن گلوب بهترین بازیگر نقش مکمل مرد
آرتور کندی -  Trial

### جایزه گلدن گلوب بهترین بازیگر نقش مکمل زن
ماریسا پاوان - خال گل سرخ

### جایزه گلدن گلوب بهترین کارگردانی
جاشوا لوگن - پیک‌نیک

### جایزه گلدن گلوب بهترین فیلم غیر انگلیسی‌زبان
Dangerous Curves from بریتانیا
Eyes of Children from ژاپن
Sons, Mothers, and a General from آلمان غربی
Stella from یونان
 اردت from دانمارک

### Henrietta Award (World Film Favorites) Male
مارلون براندو

### Henrietta Award (World Film Favorites) Female
گریس کلی

### Special Achievement Award
جیمز دین Award given posthumously for Best Dramatic Actor.

### جایزه گلدن گلوب سیسیل بی. دمیل
جک وارنر

### Best Motion Picture - Outdoor Drama
ویچیتا

### Television Achievement
دزی آرناز for American Comedy
 داینا شور for Walt Disney anthology television series episode Davy Crockett.

### Promoting International Understanding
عشق چیز باشکوهی است- directed by هنری کینگ

### New Star of the Year Actor
(Two way tie)
ری دانتون in فردا گریه خواهم کرد
 راس تامبلین in Hit the Deck

### New Star of the Year Actress
(Three way tie)
آنیتا اکبرگ in Blood Alley
ویکتوریا شا in سرگذشت ادی دوچین
 دانا وینتر in The View from Pompey's Head

### Hollywood Citizenship Award
استر ویلیامز